# Grodków
Grodków (niem. Grottkau) – miasto w województwie opolskim, w powiecie brzeskim, siedziba gminy Grodków.
W mieście mieszczą się duże zakłady przemysłu metalowego, spożywczego, wytwórnia pasz. Obecnie główną gałęzią gospodarki są usługi, w szczególności w zakresie rolnictwa.
Według danych GUS z 1 stycznia 2024 r. miasto miało 7902 mieszkańców.

## Nazwa

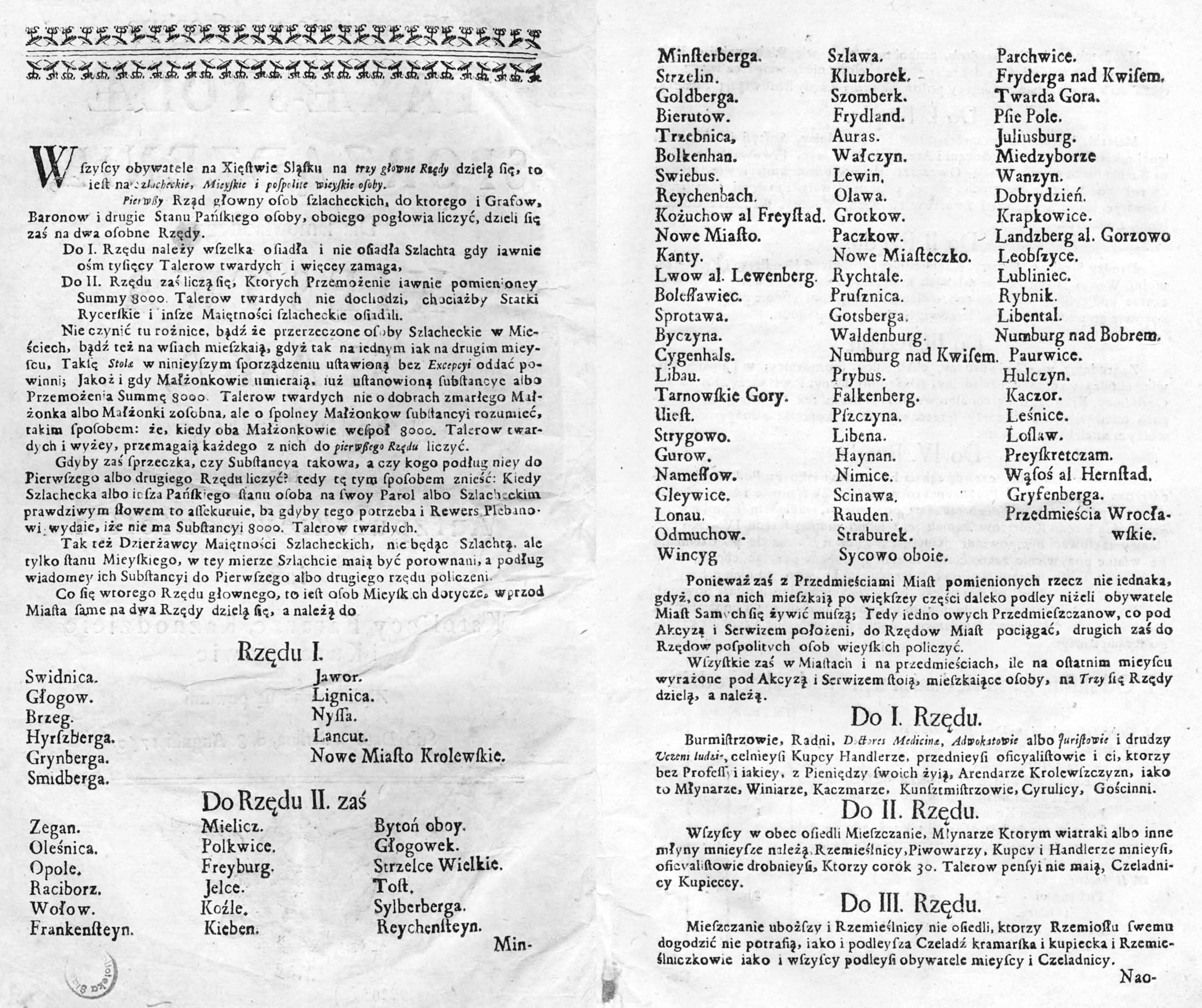
Nazwa Grotkow wśród innych nazw śląskich miejscowości w urzędowym pruskim dokumencie z 1750 roku wydanym w języku polskim w Berlinie

Według niemieckiego nauczyciela i językoznawcy amatora Heinricha Adamy’ego nazwa pochodzi od polskiej nazwy umocnionego osiedla – „grodu”. W swoim dziele o nazwach miejscowych na Śląsku wydanym w 1888 roku we Wrocławiu wymienia jako najwcześniej zanotowaną nazwę miejscowości Grodkow podając jej znaczenie „Burgstadt”, czyli po polsku „Miasto grodowe, zamkowe”. Pierwotna nazwa została później przez Niemców zgermanizowana na Grottkau i utraciła swoje znaczenie.
Miejscowość wzmiankowana po raz pierwszy w łacińskim dokumencie z 1250 roku gdzie zanotowana została w zlatynizowanej, staropolskiej formie „Grodcow”. W łacińskiej Liber fundationis episcopatus Vratislaviensis (pol. Księga uposażeń biskupstwa wrocławskiego) spisanej za czasów biskupa Henryka z Wierzbna w latach 1295–1305 miejscowość wymieniona jest w zlatynizownej formie Grotkow. Kronika ta wymienia również wsie, które w procesach urbanizacyjnych zostały wchłonięte przez miasto i stanowią jego części bądź dzielnice jak obecną dzielnicę Półwiosek pod łacińską nazwą Media villa Miejscowość została wymieniona w łacińskim dokumencie wydanym w 1333 roku w staropolskiej formie Grodcow.
W roku 1613 śląski regionalista i historyk Mikołaj Henel z Prudnika wymienił miejscowość w swoim dziele o geografii Śląska pt. Silesiographia podając jej łacińską nazwę: Grotcovia. W dziele Matthäusa Meriana pt. „Topographia Bohemiae, Moraviae et Silesiae” z 1650 roku miejscowość wymieniona jest pod nazwami Grotka oraz Grotkau. W 1750 roku nazwa Grotkow wymieniona została w języku polskim przez Fryderyka II pośród innych miast śląskich w zarządzeniu urzędowym wydanym dla mieszkańców Śląska
Nazwę Grodków w książce „Krótki rys jeografii Szląska dla nauki początkowej” wydanej w Głogówku w 1847 wymienił śląski pisarz Józef Lompa. Polską nazwę Grodków oraz niemiecką Grottkau wymienia w 1896 roku śląski pisarz Konstanty Damrot w książce o nazewnictwie miejscowym na Śląsku. Damrot w swojej książce wymienia również starszą nazwę z łacińskiego dokumentu z roku 1268 Grodchow.
Słownik geograficzny Królestwa Polskiego podaje dwie polskie Grodków, Grotków oraz niemiecką nazwę miejscowości Grottkau. W 1939 roku Konstanty Prus stwierdził, że nazwy miasta nie powinno się pisać Grotków, ponieważ pochodzi od wyrazu gród, gródek i dlatego poprawna wersja to Grodków. Pomimo tego w 1945 nazwy Grotków używano urzędowo.

## Geografia
Miasto położone jest na wysokości 170–180 m n.p.m. Położenie historyczne miasta jest sporne – według niektórych źródeł w historycznych granicach Górnego Śląska (w latach 1815–1945 miasto należało pruskich jednostek administracyjnych: rejencji opolskiej (Regierungsbezirk Oppeln) i prowincji Górny Śląsk (Provinz Oberschlesien) z lat 1919–1945), jednak w przeszłości znajdywało się w granicach księstwa nyskiego, które było księstwem dolnośląskim. Leży nad Strugą Grodkowską na Równinie Grodkowskiej, wchodzącej w skład Niziny Śląskiej.
W Grodkowie znajduje się węzeł drogowy, obwodnicą miasta przechodzą drogi wojewódzkie nr 401, 385 i 378. Na północ od miasta przebiega autostrada A4. Przez Grodków przechodzi linia kolejowa Nysa – stacja Grodków – Brzeg o znaczeniu lokalnym.
W skład miasta wchodzi osiedle Półwiosek (od 1973). Umownie, Grodków dzieli się na Stare Miasto w centralnej części miasta, Półwiosek w zachodniej części miasta, Osiedle im. T. Kościuszki w południowo-zachodniej części miasta, Osiedle przy ul. Krakowskiej w południowo-wschodniej części miasta (zabudowa wielorodzinna) oraz Osiedle Kwiatowe i Szczęśliwe w południowej części miasta (zabudowa jednorodzinna). Północna część miasta to obszar, w którym przeważają zakłady pracy. Układ przestrzenny zabudowy wyznacza oś przebiegających ulic z północnego zachodu na południe i południowy wschód; Wrocławska, Sienkiewicza i Krakowska. W centralnej części stare miasto zamknięte, typowym dla Dolnego Śląska układem urbanistycznym, eliptycznym układem ulic; Szpitalnej, Słowackiego i Kasztanowej. Miasto graniczy na wschodzie z wsią Tarnów Grodkowski, zaś na południu z wsią Nowa Wieś Mała.

## Historia

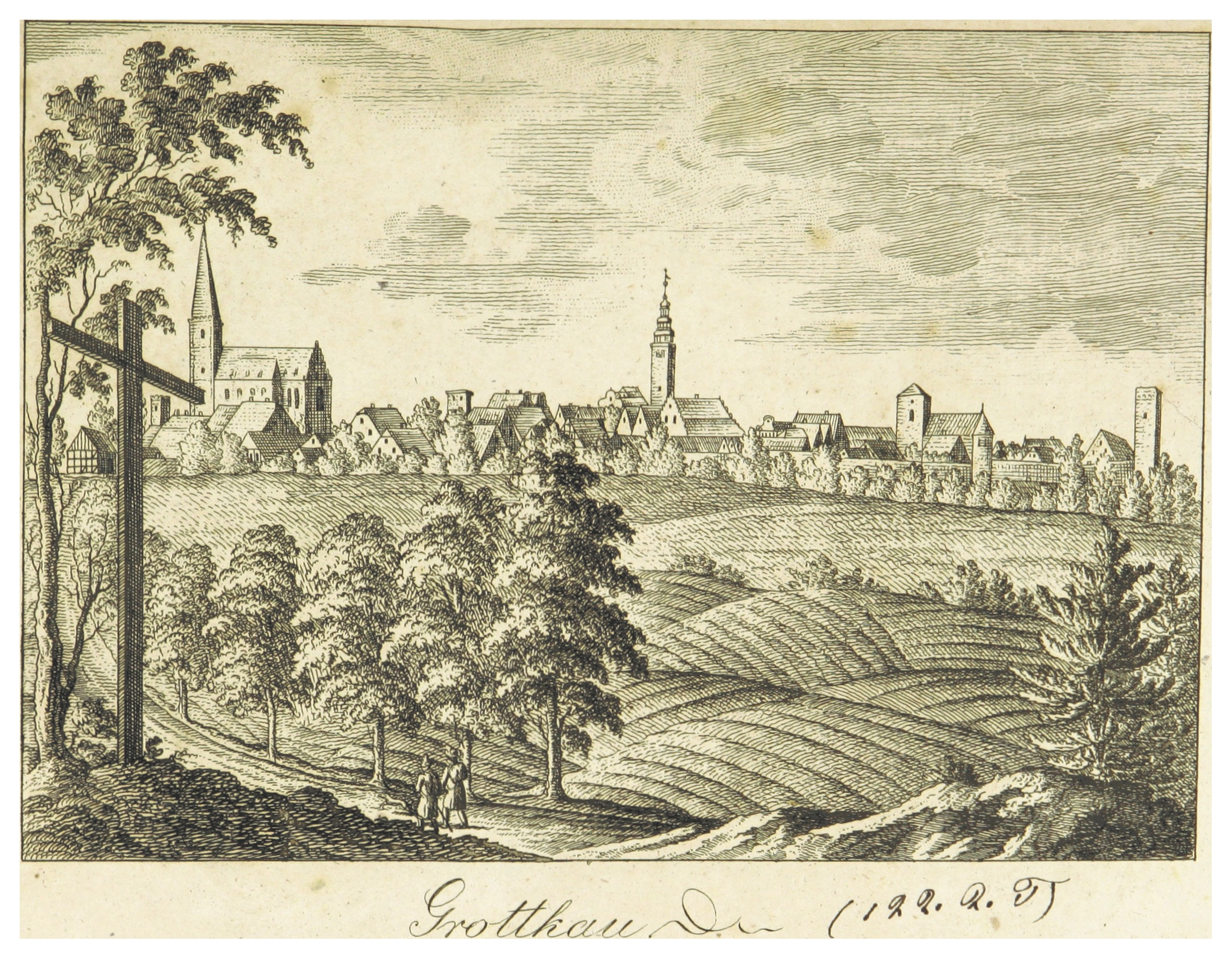
Grodków (XIX w.)

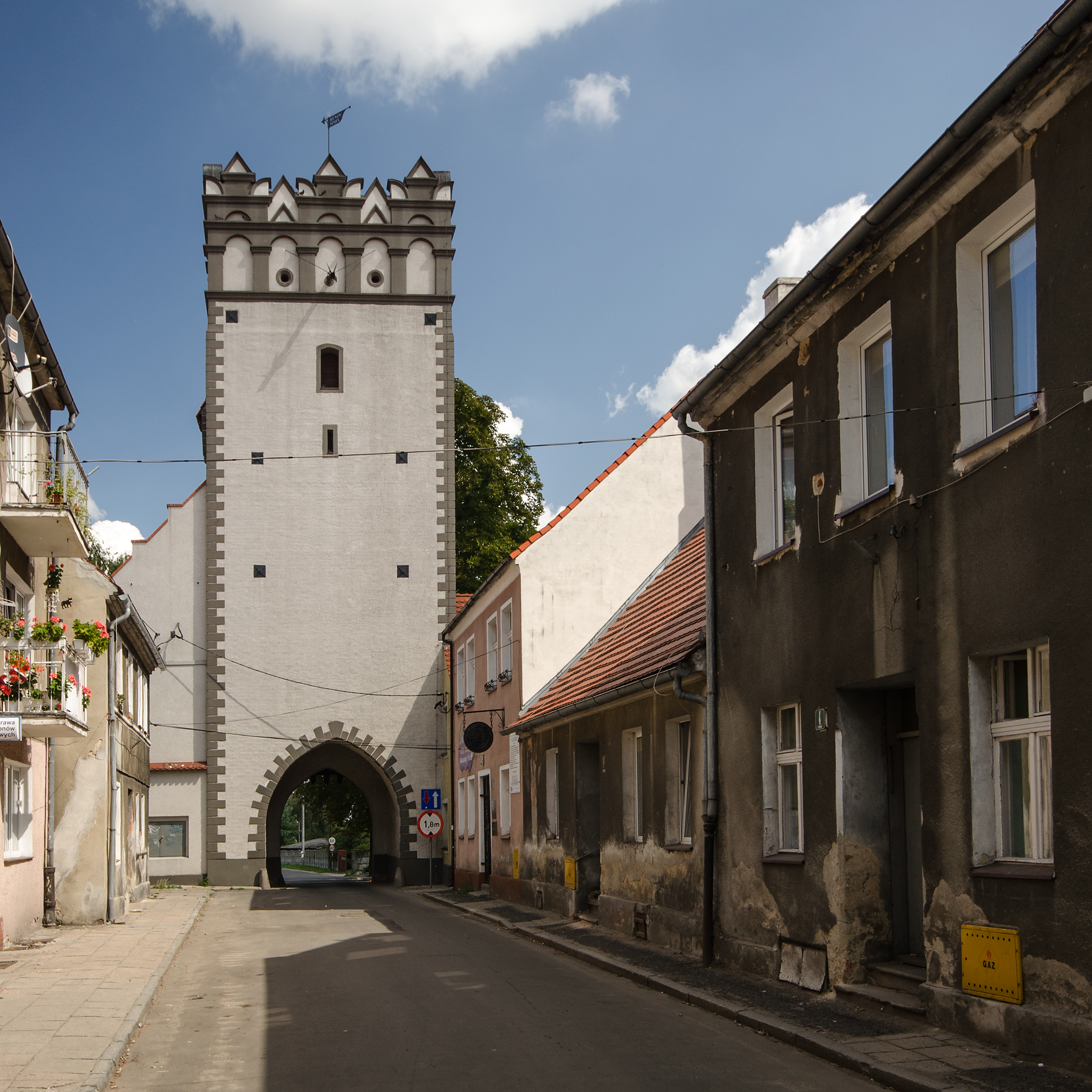
Brama Lewińska

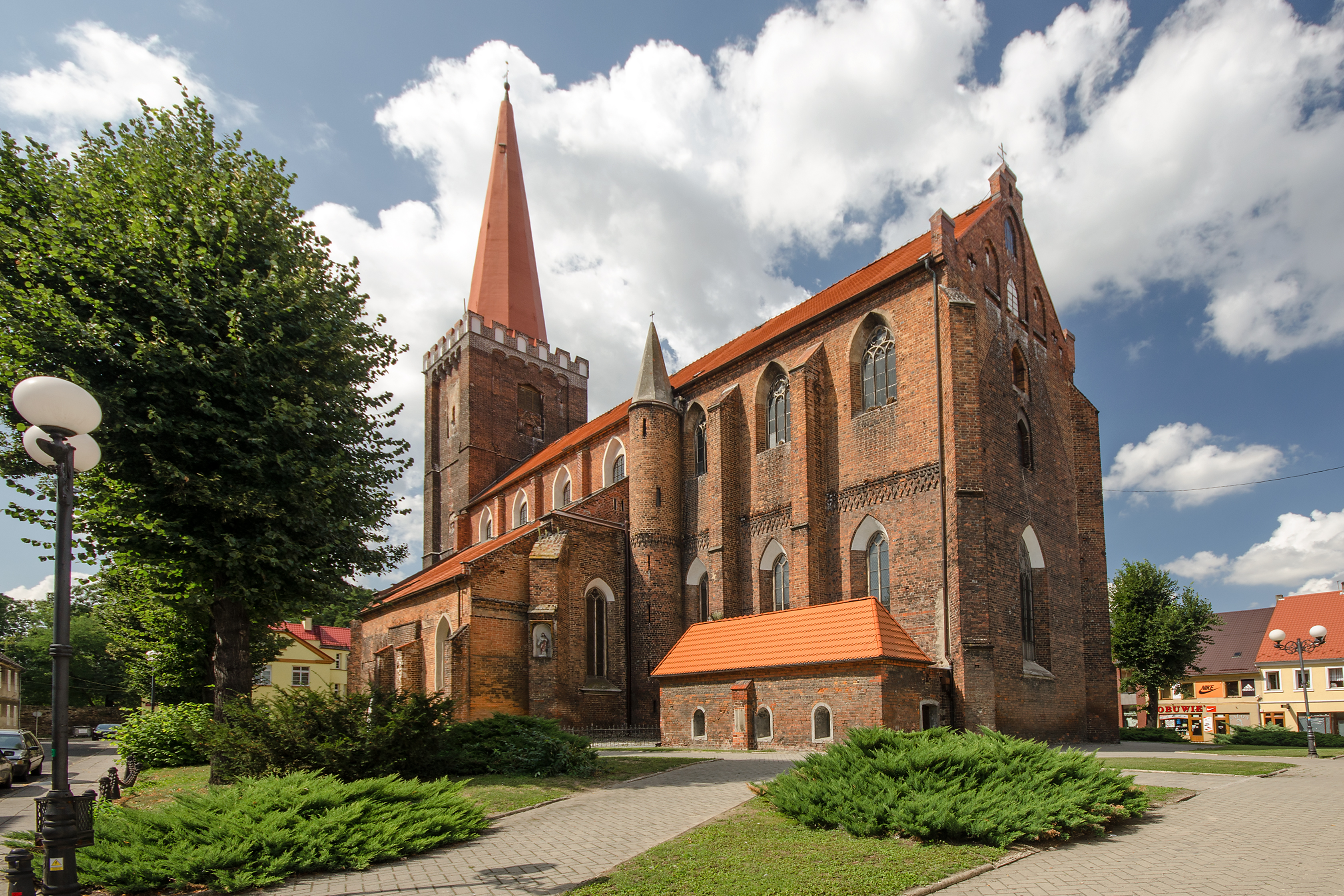
Kościół farny pw. Św. Michała Archanioła

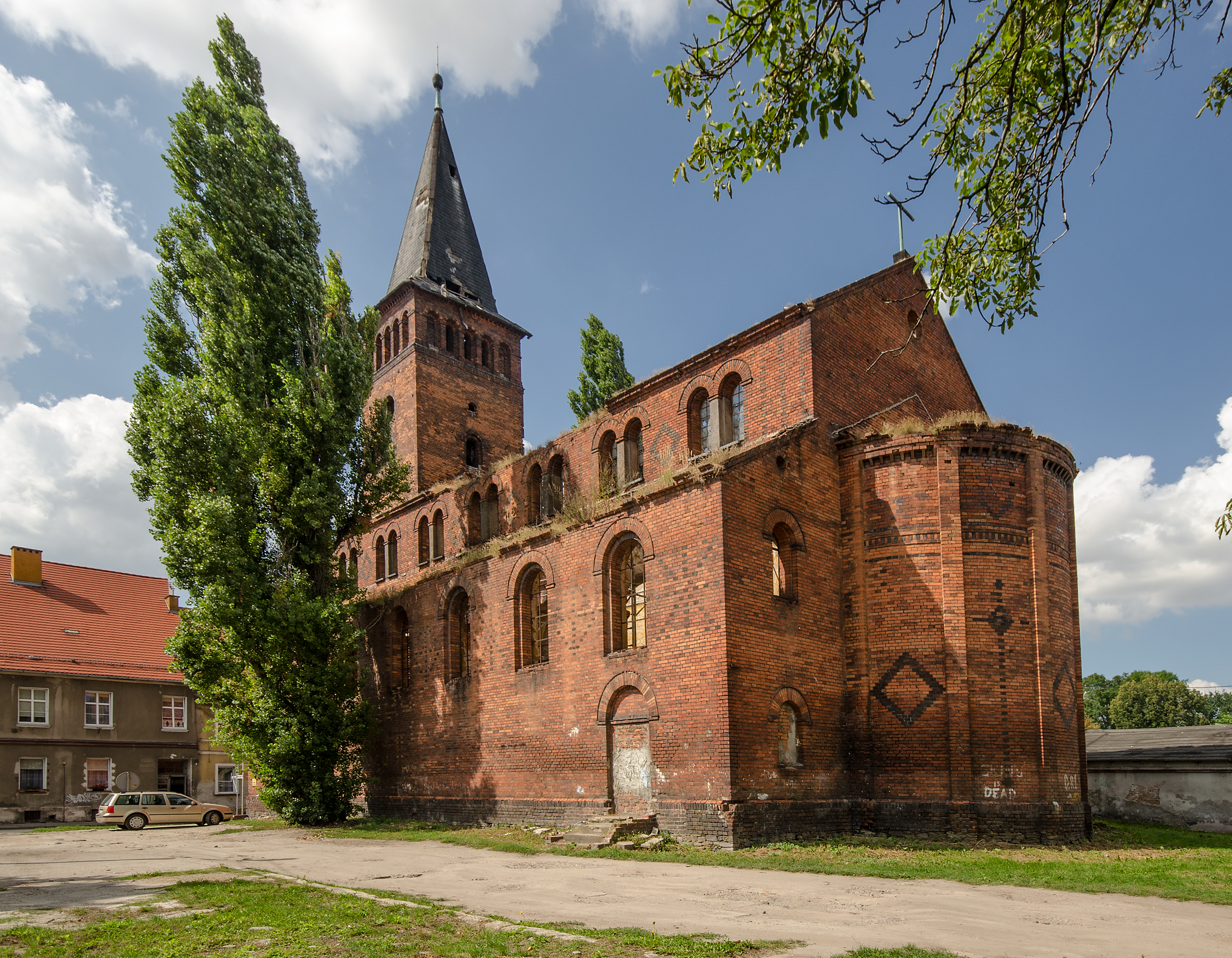
Ruiny kościoła ewangelickiego

Znany z dokumentów pisanych w 1234 roku jako Grodcov, kiedy to książę wrocławski Henryk Brodaty założył dwie wsie na prawie niemieckim (Stary i Nowy Grodków). Już wcześniej jednak na terenie dzisiejszego Grodkowa istniała osada. Dowód na to przyniosły prace archeologiczne z 1862 r., poczynione przy okazji budowy torów kolejowych (dziś jednych z najstarszych w Polsce). Odkryto wówczas ślady palenisk, studni wyłożonych drewnem, drobne przedmioty żelazne i żużel dymarkowy.
Prawa miejskie Grodków uzyskał 22 września 1268 W 1276 roku nastąpiła ponowna lokacja miasta na prawie średzkim. W roku 1289 Rusini sprowadzeni jako sojusznicy przez Władysława Łokietka i Bolesława płockiego w wojnie o tron krakowski, spustoszyli ziemie Henryka Probusa, w tym Grodków.
Od 1344 Grodków stał się częścią biskupiego księstwa nyskiego i dzielił jego losy, był to lokalny ośrodek rzemieślniczy i handlowy rolniczej okolicy. W latach 1428 i 1430 miasto padło ofiarą wojen husyckich, a w 1449 wielkiego pożaru, który zniszczył całą zabudowę. W 1467 zostało odbudowane na prawie magdeburskim, ponowne pożary miały miejsce w 1490, 1549 i 1574. Zniszczenia przyniosła również wojna trzydziestoletnia, kontrybucja i epidemie, a następnie wojny śląskie i napoleońska.
W 1763 r. Grodków stał się siedzibą pruskiego garnizonu. W XVIII przez dwa lata w Grodkowie ukazywało się czasopismo „Oberschlesische Monatschrift”, zainicjowane przez miejscową szkołę ewangelicką. W 1789 zapoczątkowano wydawanie kolejnego czasopisma – „Natur und Gott zum Unterricht und zur Erbaunung” – ale ukazało się ono tylko jednorazowo.
Pożar w 1833 ponownie zniszczył miasto i zahamował jego rozwój, produkowano cygara i papierosy, działał też młyn. W drugiej połowie XIX w. miasto przeżywało okres intensywnego rozwoju, powstała fabryka zabawek, browar i teatr. Wokół dawnych murów miejskich wytyczono promenadę, przy której wzniesionych został szereg budynków publicznych (szkoła rolnicza, poczta, urząd katastralny) oraz prywatne wille. Miasto wzbogaciło się także o gmachy urzędu landrata (Landratsamt) i szpitala powiatowego. W latach 1912–1913 zbudowano nowe koszary. W roku 1936 otwarty został basen miejski.
Podczas II wojny światowej Niemcy zostali wyparci z miasta 6 lutego 1945 roku przez oddziały radzieckie wchodzące w skład 33 Korpusu Piechoty  5 Armii Gwardii, 55 Korpusu Piechoty 21 Armii, 4 Samodzielnego Korpusu Pancernego z 1 Frontu Ukraińskiego. W walkach zginęło ok. 100 żołnierzy radzieckich.
W wyniku przejścia frontu wojennego miasto zostało zniszczone w ponad 60%. W 1946 r. miejscowość została włączona do województwa śląskiego na terenie powojennej Polski, pod nazwą Grodków. Niemieckojęzyczna ludność miasta została wysiedlona do Niemiec. Zniszczona wojną zabudowa miasta została rozebrana, zaś na jej miejscu powstały rozlegle place bądź budynki z tzw. wielkiej płyty.
6 kwietnia 1945 Ministerstwo Bezpieczeństwa Publicznego utworzyło Centralne Obozy Pracy. Obóz MBP nr 104, powstały w Grodkowie miał status obozu przejściowego, następnie został przekształcony w obóz pracy. Przetrzymywano w nich Ślązaków i Niemców oraz byłych członków SS. Do obozu prawdopodobnie trafiali także powracający do Polski żołnierze armii Andersa, którzy wstąpili do niej po dezercji z Wehrmachtu, do którego wcielono ich wcześniej w ramach volkslisty oraz żołnierze podziemia niepodległościowego.
W latach 1946–1950 miasto należało do woj. śląskiego, potem do woj. opolskiego. Do 1975 roku Grodków był miastem powiatowym w powiecie grodkowskim. Miasto Grodków status miasta powiatowego utraciło w wyniku reformy administracyjnej z 1975 r.

## Demografia
1 stycznia 2023 miasto liczyło 8010 mieszkańców.

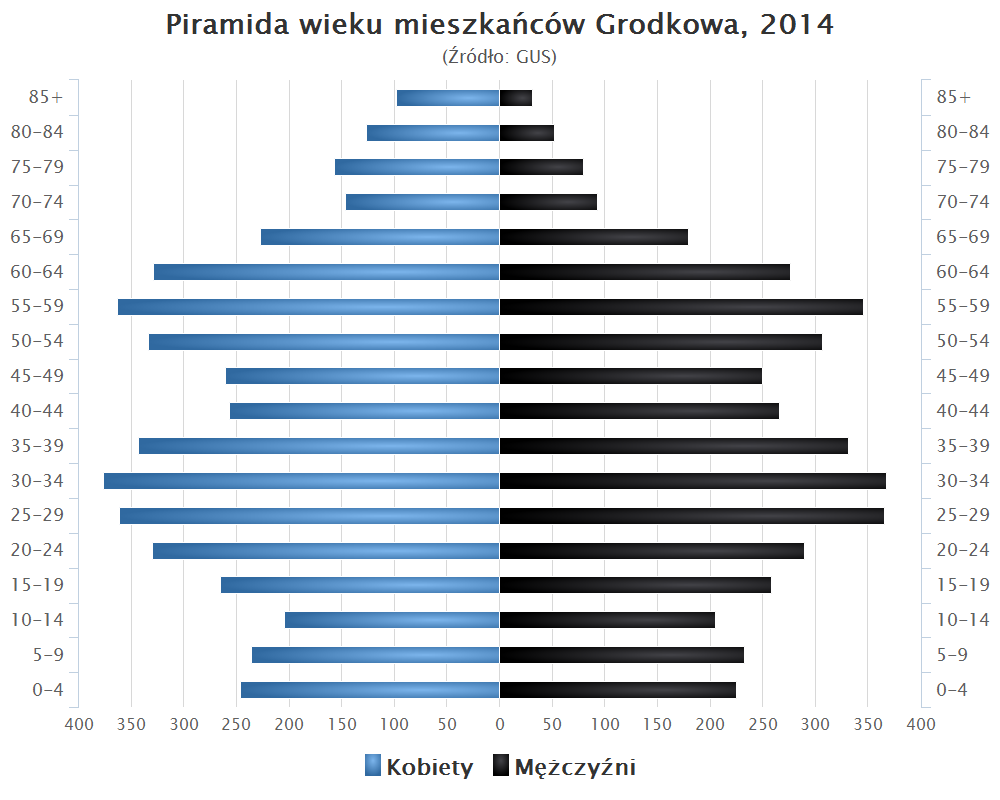
Piramida wieku mieszkańców Grodkowa w 2014 roku

## Zabytki

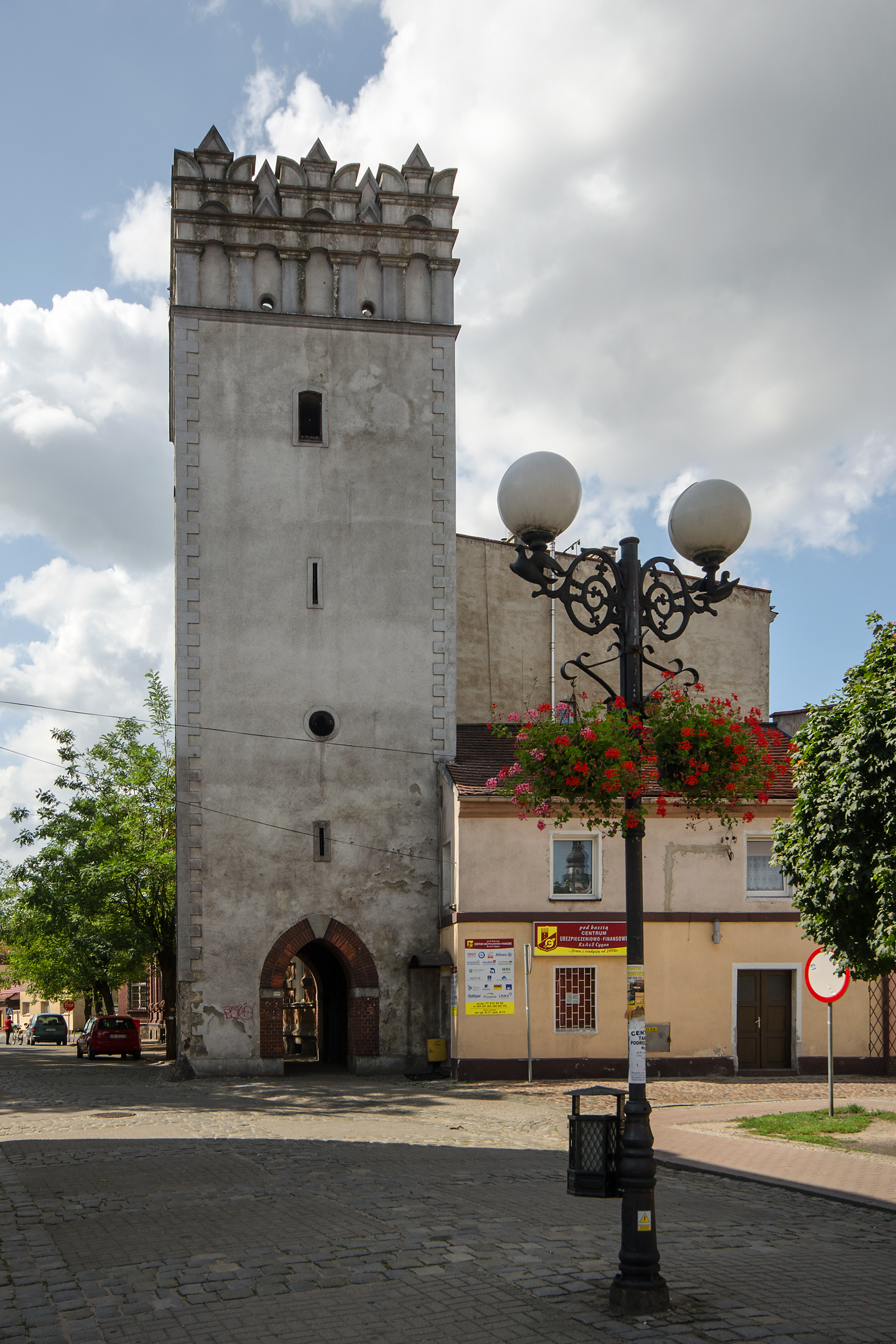
Wieża Bramy Ziębickiej

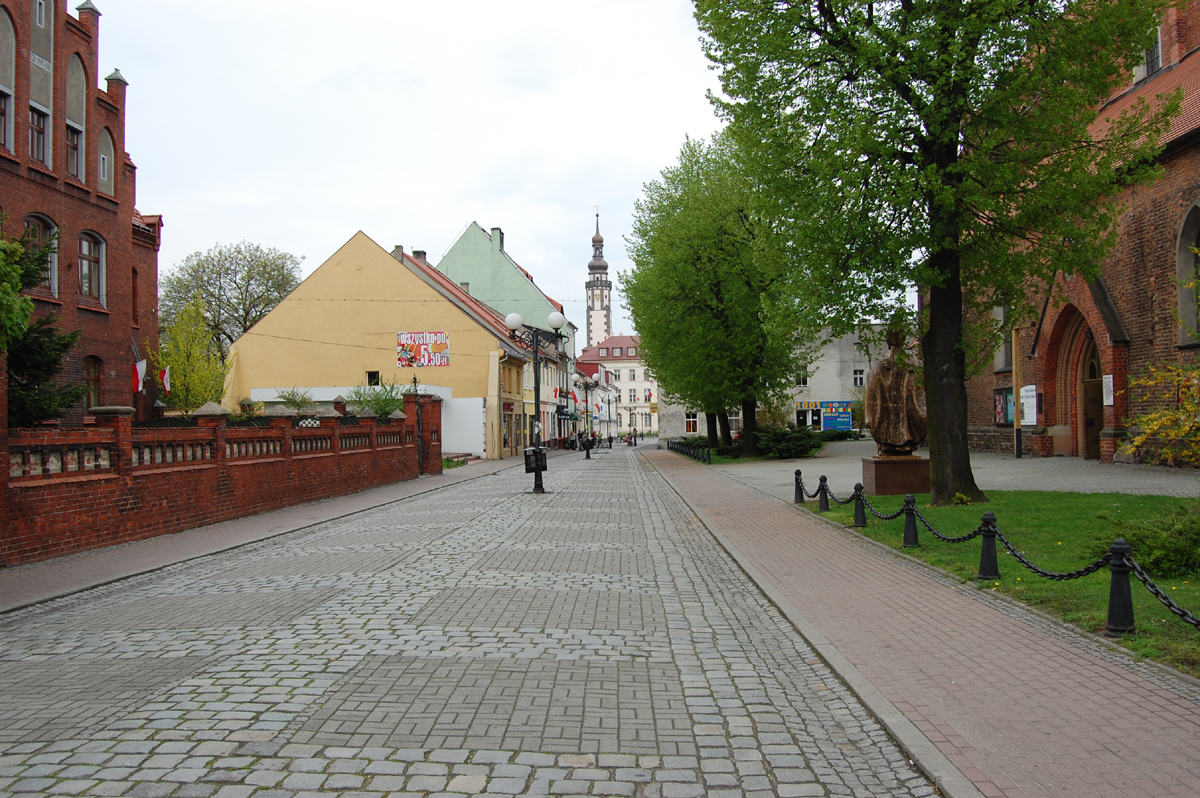
Ulica Warszawska – deptak miejski

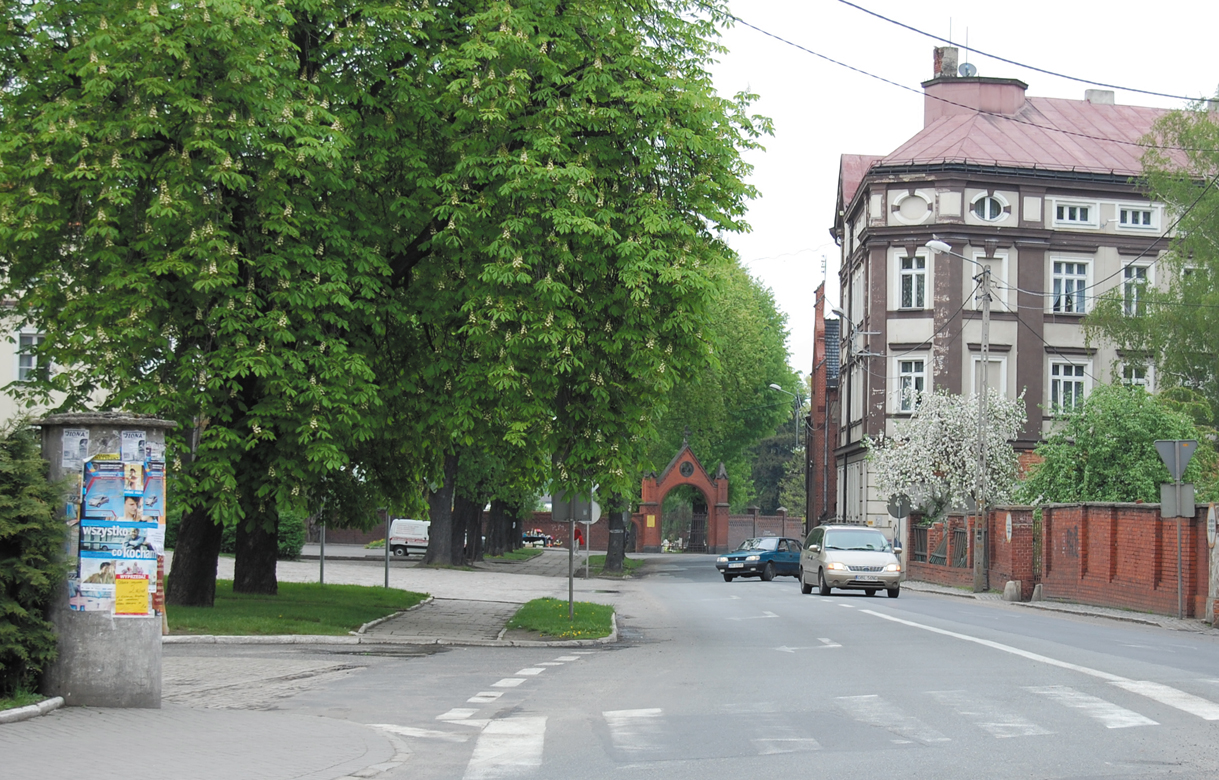
Ulica Słowackiego

Do wojewódzkiego rejestru zabytków wpisane są
- stare miasto
- kościół parafialny pod wezwaniem św. Michała Archanioła, z k. XIII w., XV w., XVII w.; wcześniej pod wezwaniem Najświętszej Marii Panny; wybudowany był w stylu wczesnogotyckim; wzmiankowany już w 1282 roku; w 1449 r. został spalony podczas pożaru, a następnie odbudowany; wiek XV i XVI służyły rozbudowie kościoła, lecz wojna trzydziestoletnia nie oszczędziła go – został ponownie spalony; następnie przed rokiem 1671 był odnowiony staraniem biskupa Sebastiana Rostocka; w roku 1893 nastąpiła częściowa regotyzacja kościoła; m.in. neogotyckie sklepienie nawy głównej, kościół posiada wczesnogotyckie prezbiterium o układzie wendyjskim pochodzące z XIII wieku, pozostała część kościoła ma układ polski; przy prezbiterium znajduje się zakrystia z przełomu XV–XVI wieku; W obecnej postaci jest to kościół orientowany trójnawowy w układzie bazylikowym z rzędem kaplic wydłużonym prezbiterium zamkniętym prostą ścianą, i licznymi przybudówkami. Świątynia posiada jedną z najwyższych wież w tej części Europy, w całości murowanych z cegły łącznie z iglicą, sięgającą 70 metrów. We wnętrzu ołtarz główny w stylu późnobarokowym ufundowany został w 1729 roku przez księdza Henryka Schmidta, a wykonany przez rzeźbiarza Michała Kosslera z Niemodlina i malarza Melchiora Franciszka Ansi; ponadto w kościele znajduje się barokowa chrzcielnica marmurowa, barokowy prospekt organowy i dzwon, który był przelany w 1833 r. i umieszczony nad prezbiterium; obecne wyposażenie manierystyczno-barokowe; kościół św. Michała Archanioła jest główną siedzibą dekanatu grodkowskiego
- kościół ewangelicki, neoromański z lat 1845–1846 – XIX w., ruiny; w 1766 roku założono w Grodkowie gminę ewangelicką i wzniesiony został kościół, który uległ zniszczeniu; budowa obecnego rozpoczęła się w 1845 roku; zaraz po zakończeniu działań wojennych, w 1946 roku odprawiano tu nabożeństwa katolickie; gdy przywrócono do stanu używalności świątynię katolicką, kościół ponownie przejęli ewangelicy, jednak z uwagi na ciągle malejącą ich liczbę, po kilkunastu latach zaprzestano odprawiania nabożeństw; od tego czasu kościół pozostał opuszczony i zamknięty. Świątynia projektu Ilinga z Nysy, jest budowlą orientowaną, trójnawową z emporami w układzie bazylikowym, od wschodu zamknięta półkolistą absydą. W zachodniej części, wieża wtopiona w korpus nawowy wysokości  39 metrów.
- mury miejskie, fragmenty z XIV–XVI w.; z wieżą Bramy Ziębickiej, wieżą Bramy Lewińskiej, basztą więzienną z renesansową attyką oraz pozostałościami znajdującego się niegdyś na murach „domu morowego” (izolatką dla chorych na trąd)[28]; budowę murów miejskich rozpoczęto w 1296 roku za czasów księcia świdnickiego Bolka I; wielokrotnie niszczone i odbudowywane, m.in. w wyniku wojny trzydziestoletniej
- ratusz, z XV/XVI w., 1840, XX w.; wzniesiony został zapewne w XIV lub XV w.; spalony w 1549 r. a odbudowany w latach 1551–1557 staraniem biskupa Baltazara Promnitza; ponownie zniszczony przez największy grodkowski pożar w roku 1833; obecny ratusz, z zachowaniem pierwotnej wieży (gotyckiej, renesanowy chełm, XV–XVI w.), zbudowany został w 1840 r. według projektu architekta Philippiego z Opola; późnoklasycystyczny z gotycko-renesansową wieżą (51 m.) ratusz usytuowany jest pośrodku rynku; w przyziemiu zachował się gotycki portal współczesny budowie pierwszego ratusza; w sieni znajduje się tablica z inskrypcją i herbem bp. Promnitza
- dom, ul. Elsnera 6 (d. 16), z XIX w.
- domy, ul. Powstańców Śląskich 1/3 (d. Rynek 13), 22, z XIX w.
- domy, ul. Reymonta 1, 5, z XIX w.
- Gospoda Pod Trzema Koronami w Grodkowie, Rynek 8 (d. 14), z XVI/XVII -XVIII/XIX w., XX w.
- dom, Rynek 32 (d. 12), z XIX w., XX w.
- budynek administracyjno-mieszkalny ze spichrzem, w zespole d. młyna, ul. Sienkiewicza 19, z drugiej poł. XIX w.
- areszt śledczy, ul. Sienkiewicza 23, z k. XIX w., w latach 1981-1982 mieścił się w nim Ośrodek Odosobnienia w Grodkowie
- dom, ul. Warszawska 3, 5, z XIX w.
- dom, ul. Wrocławska 17, z XIX w.
- zajazd, ob. dom, ul. Wrocławska 16 (d. 18), z XVIII/XIX w.
- wiatrak typu holenderskiego, z XIX w.

inne zabytki:
- kamienice na Starym Mieście, z XVIII–XIX w.
- synagoga z XIX w.; prywatny dom modlitwy znajdujący się w Grodkowie, na piętrze oficyny kamienicy rodziny Titlsch przy obecnej ulicy Wrocławskiej, za czasów niemieckich zwanej Breslauer Strasse; synagoga została założona w XIX wieku; prawdopodobnie została zdewastowana podczas nocy kryształowej z 9 na 10 listopada 1938 roku; obecnie pomieszczenie po niej jest wykorzystywane do innych celów.

zabytki przyrody:
- park miejski Cegielnia
- park im. Juliusza Słowackiego.

## Znani grodkowianie
W Grodkowie urodził się nauczyciel Fryderyka Chopina – Józef Elsner, założyciel pierwszej na ziemiach polskich wyższej szkoły muzycznej, kompozytor i muzyk. Przy ulicy noszącej jego imię odnajdziemy poświęcone mu muzeum – Dom Pamięci Józefa Elsnera. Tu też stawiał swe pierwsze kroki ostatni z wielkich lutnistów barokowych, także kompozytor, Sylvius Leopold Weiss. Wśród grodkowian odnajdziemy Sebastiana von Rostocka – wrocławskiego biskupa i starostę generalnego Śląska w czasie panowania cesarza Ferdynanda III czy Melchiora Adama – XVII-wiecznego encyklopedystę i historyka literatury. Tu urodził się też Robert Sommer – lekarz, założyciel Niemieckiego Towarzystwa Psychologicznego (Deutsche Gesellschaft für Psychologie), dwukrotny kandydat do Nagrody Nobla w dziedzinie medycyny.
W Grodkowie urodził się polski wokalista jazzowy Janusz Szrom oraz poeta i działacz społeczny Zdzisław Bernacki, autor poematu wołyńskiego "Baśń Stołu Dębowego".
W roku 1970 w Grodkowie urodził się poeta Jacek Gutorow, a w 1973 wokalista Grzegorz Wilk. Z miastem związany jest również Piotr Gacek (ur. 16 września 1978) – polski siatkarz, grający na pozycji libero.

## Wspólnoty wyznaniowe
- Kościół rzymskokatolicki (dekanat Grodków):
  - parafia św. Michała Archanioła
- Świadkowie Jehowy:
  - zbór Grodków (Sala Królestwa ul. Miła 2)[30].

Przed II wojną światową w Grodkowie istniały także parafia ewangelicka oraz gmina żydowska.

## Kultura i sport
Dom Kultury w Grodkowie powstał w 1946 roku. Należał on do związków zawodowych, a swoją siedzibę miał w kilku pomieszczeniach grodkowskiego ratusza. Wiosną 1948 roku został ulokowany w nowej siedzibie przy ulicy H. Sawickiej, obecnie Kasztanowej. W związku z przejściem pod nadzór Powiatowej Rady Narodowej, nazwa placówki zostaje zmieniona na Powiatowy Dom Kultury. W roku 1954 PDK otrzymał imię Józefa Elsnera w związku z setną rocznicą jego śmierci. Rok 1976 to kolejna zmiana nazwy, pierwszego stycznia powstaje Miejsko-Gminny Dom Kultury. Pod tą nazwą funkcjonuje aż do roku 1993, kiedy to po połączeniu Domu Kultury, hali sportowej, basenu, kina, miejskiego stadionu oraz świetlic wiejskich, powstaje Ośrodek Kultury i Rekreacji w Grodkowie. Instytucja w takiej formie funkcjonuje do dziś.
Obecnie OKiR posiada ponad 20 sekcji i kół zainteresowań, organizuje ok. 30 cyklicznych imprez kulturalno-rekreacyjnych rocznie. Latem ponad 7000 osób odwiedzało basen kąpielowy do roku 2015, był to ostatni odkryty basen betonowy w powiecie Brzeskim, a przez cały rok w kinie „Klaps” odbywa się ok. 100 seansów filmowych, kino w 2018 zostało odremontowane.
W mieście działają kluby sportowe:
- UKS Olimp Grodków – piłka ręczna, I liga polska mężczyzn,
- GKS Grodków – piłka nożna, klasa okręgowa.

## Miasta partnerskie i zaprzyjaźnione
- Beckum, Niemcy
- Bogumin, Czechy
- Heringsdorf, Niemcy
- La Celle-Saint-Cloud, Francja
- Borszczów, Ukraina

## Szlaki turystyczne
- Nowina – Rozdroże pod Mlecznikiem – Raczyce – Henryków – Skalice – Skalickie Skałki – Skrzyżowanie nad Zuzanką – Bożnowice – Ostrężna – Miłocice – Gromnik – Jegłowa – Żeleźnik – Wawrzyszów – Grodków – Żarów – Starowice Dolne – Strzegów – Rogów – Samborowice – Szklary – Wilemowice leśniczówka  – Biskupi Las – Dębowiec – Ziębice[31]
- Brzeg – Krzyżowice – Gierszowice – Olszanka – Pogorzela – Jasiona – Michałów – Lipowa – Przylesie Dolne – Grodków